# Маврикийский креольский язык
Маврикийский креольский язык — креольский язык на основе французского, основной разговорный язык острова Маврикий. Входит в состав маскаренских креольских языков. В языке содержатся заимствования из английского, португальского и хинди. Википедии на таком языке не существует. 
Диалектами маврикийского по происхождению являются креольские языки островов Агалега и архипелага Чагос; чагосский диалект, ввиду наличия границы и влияния английского языка, постепенно отдаляется от маврикийского.
Хождение ограничено неофициальным общением, в то время как в служебной и научной сфере доминирует французский. Стандартизация отсутствует.
Отличие от французского, помимо лексики — фонетическое, ряд характерных французских фонем отсутствуют (к примеру, j заменяется на z).